# Інокентій Іван Тимко
о. Інокентій Іван Тимко, ЧСВВ (11 вересня 1906, Куцура, Воєводина, Югославія — 13 серпня 1945, Загреб, Хорватія) — священник УГКЦ, чернець-василіянин, професор на новіціяті, диригент багатьох хорів, композитор духовних творів, автор музики до хорового супроводу Святої літургії, місіонер та провідник реколекцій в Мукачівському монастирі на Закарпатті та у Загребській духовній семінарії.